# Fülöpjakab
Fülöpjakab é um município da Hungria, situado no condado de Bács-Kiskun. Tem 23,16 km² de área e sua população em 2015 foi estimada em 1.112 habitantes.